# Booster (Raketenantrieb)

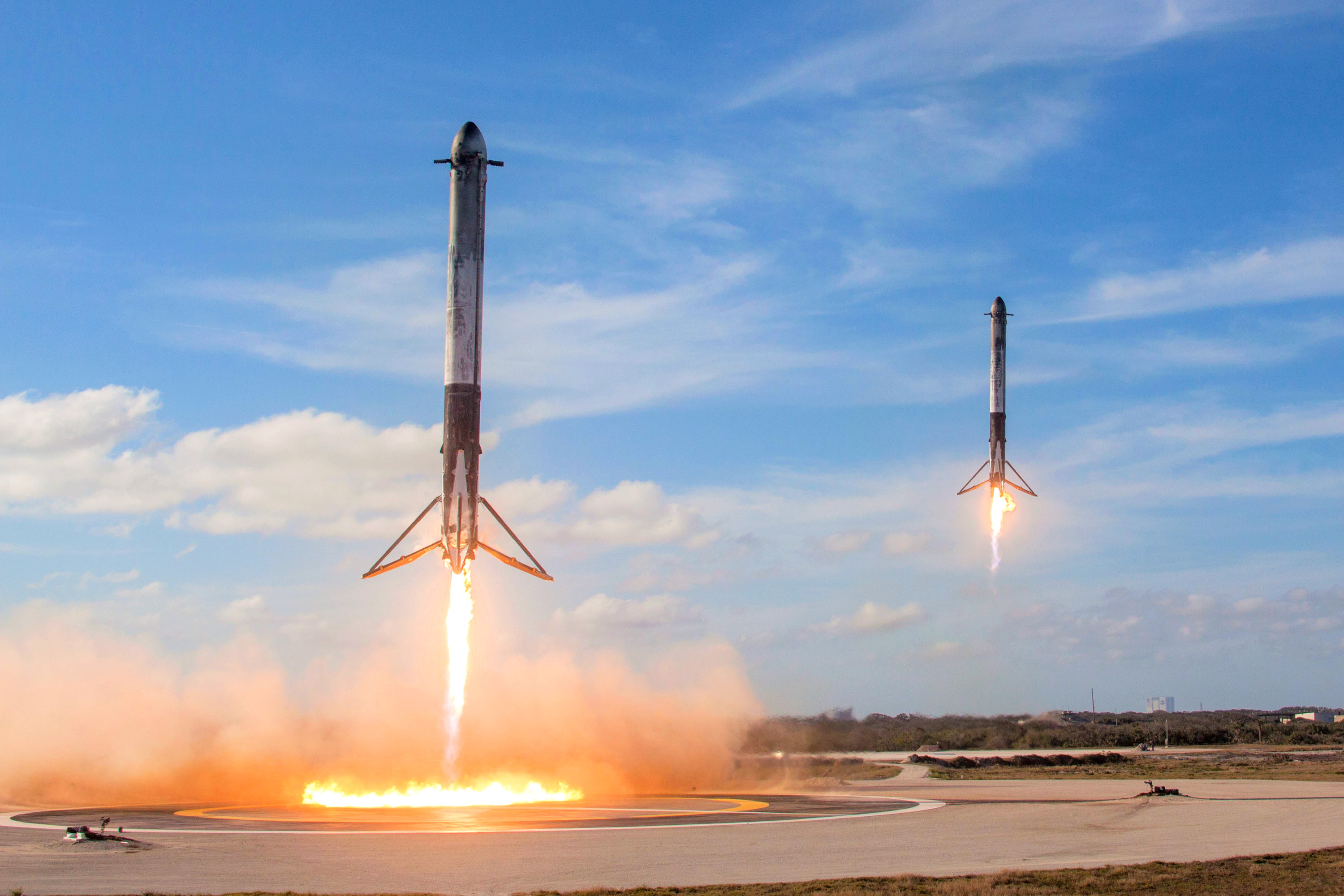
Die Booster einer Falcon Heavy setzen zur Landung an

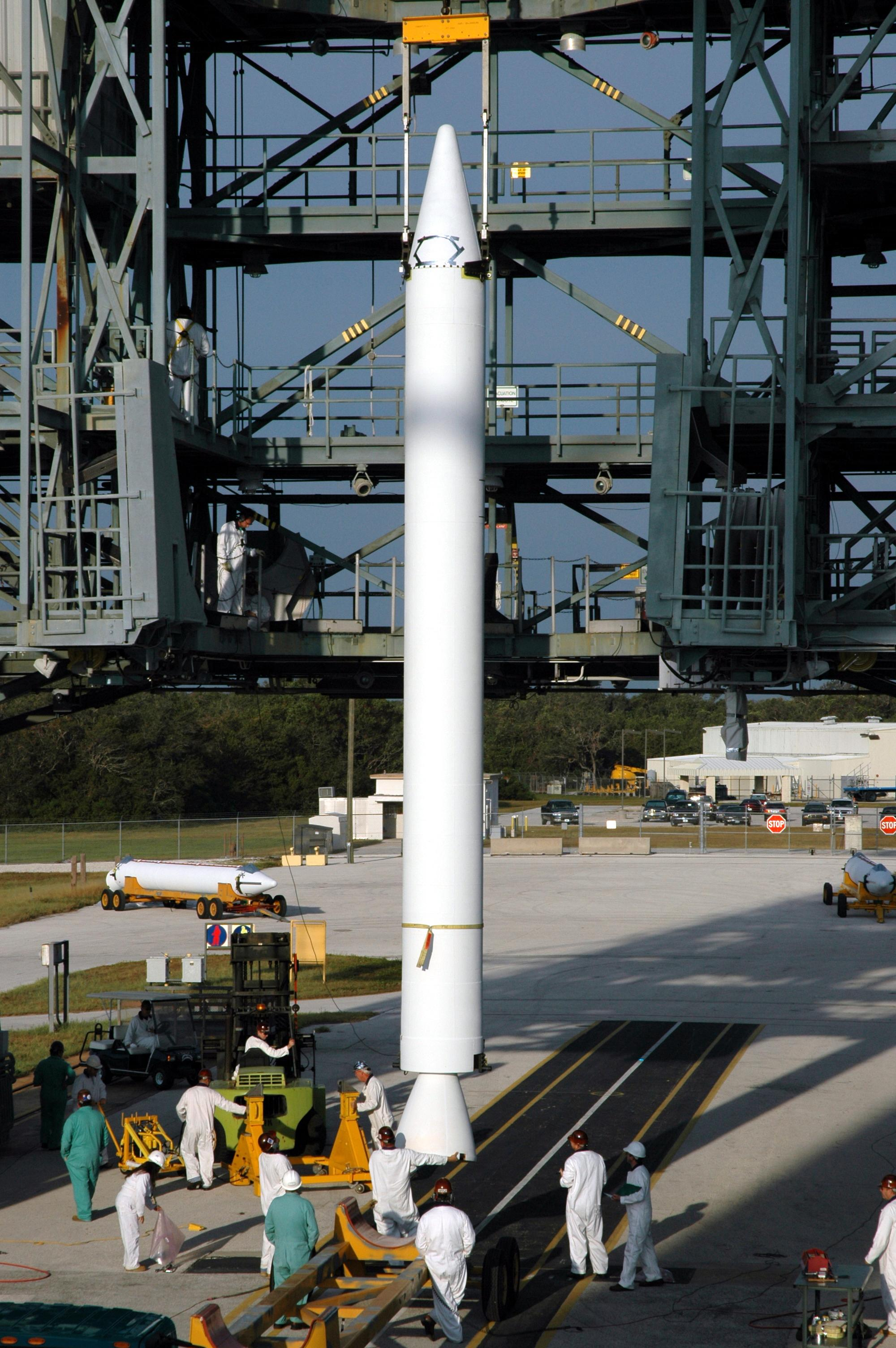
Ein „GEM-40“-Feststoffbooster vor der Montage an eine Delta-II-Rakete

Rückholung einer Space-Shuttle-Feststoffrakete (SRB)

Als Booster wird in der Raumfahrttechnik und bei militärischen Raketen eine Hilfsrakete oder erste Stufe bezeichnet, die beim Start eingesetzt und dann abgeworfen wird. Sie kann an der Trägerrakete oder einem Außentank (so beim Space Shuttle) angebracht sein. Booster dienen der Erzeugung zusätzlichen Schubs während des Starts.
Sind sie ausgebrannt, bei gängigen Trägerraketen in 40–60 km Flughöhe, werden sie – meist einige Zeit vor dem Brennschluss der ersten Raketenstufe – abgetrennt und fallen zur Erdoberfläche zurück, ins Wasser oder auf das Festland. Bei den chinesischen Raketen LM-2 und LM-3 ist Letzteres die Regel und besonders riskant, da sie mit hochgiftigem Hydrazin betrieben werden und teils auf Äckern oder in Wohngebieten niedergehen (wenn auch meist nach Vorwarnung für die jeweilige Region). Die erzielte Geschwindigkeit von Boostern gegenüber der Atmosphäre ist meist nicht hoch genug, um ein Verglühen herbeizuführen. Einige größere Booster wie die des Space Shuttles, der Ariane 5 und der Energija-Rakete landen beziehungsweise landeten mit Hilfe von Fallschirmen weich, um auf Fehler inspiziert und eventuell wieder verwendet zu werden. Die Booster der Falcon Heavy landen senkrecht mittels Triebwerksrückstoß und Landebeinen, die der Super Heavy können direkt zum Startturm zurückkehren.
Auch im Bereich von Flugzeugen und anderer atmosphärischer Flugkörper finden Booster zur kurzzeitigen Schubsteigerung Anwendung. Flugkörper mit Ramjet benötigen zum Beispiel zum Erreichen der für das Triebwerk notwendigen Mindestgeschwindigkeit eine andere Antriebsquelle. Auch als Starthilfe bei Flugzeugen kommen kleine Raketenbooster zum Einsatz. Drohnen wie die CL-289 werden aus dem Stand mittels eines Raketenboosters gestartet, aber auch größere militärische Flugzeuge können oft optional mit Boostern ausgerüstet werden, um die Startstrecke mittels eines JATO-Starts zu verkürzen.

## Technik
Nach dem verwendeten Treibstoff wird zwischen zwei Bauarten unterschieden:
- Festtreibstoff-Booster (engl. solid rocket booster, kurz SRB), wie sie bei den Space-Shuttle-Feststoffraketen eingesetzt wurden und bei Raketentypen wie Atlas V, Ariane 5 und LVM3 weiterhin Verwendung finden. In der sowjetischen Raumfahrt wurden Feststoffbooster nicht genutzt.

- Flüssigtreibstoff-Booster (engl. liquid rocket booster, kurz LRB) werden vor allem in sowjetischen/russischen Trägerraketen wie Sojus, aber auch indischen (GSLV Mk II) und chinesischen (beispielsweise LM-2E und LM-3B) Raketen eingesetzt. Gerade auf russischer Seite spricht man allerdings nicht von Boostern bzw. Hilfsraketen, sondern von Blöcken der ersten Stufe. Auf US-amerikanischer Seite nutzen bisher die Delta IV Heavy und die Falcon Heavy LRBs. Als Liquid-Fly-Back Booster (LFBB) wird ein Konzept für Flüssigtreibstoff-Booster bezeichnet, die durch ihre Rückkehr als Flugzeug zum Startplatz die Startkosten senken sollen.

- Bei einigen Trägerraketen wurde auch ein Mix von SRB und LRB verwendet, z. B. bei der europäischen Ariane 44LP. Bei der japanischen H-2A war der Mix geplant, wurde jedoch nicht umgesetzt.

Häufig werden, je nach Nutzlastmasse, zwei oder vier Booster eingesetzt, um symmetrische Schubverhältnisse zu garantieren; diese sind aber auch bei der Kombination von drei, sechs oder neun Boostern erreichbar. Bei der Energija wurden die Booster paarweise gebündelt und man konnte die Rakete mit zwei (realisiert), drei oder vier solcher Boosterpaare einsetzen. Bei der Delta II wurden 3, 4 oder 9 Booster verwendet. Einige Raketen wie die Atlas V können Booster auch in unsymmetrischen Verhältnissen einsetzen; in diesem Fall muss der Schubvektor der Booster trotzdem durch den Massenmittelpunkt der Rakete führen.

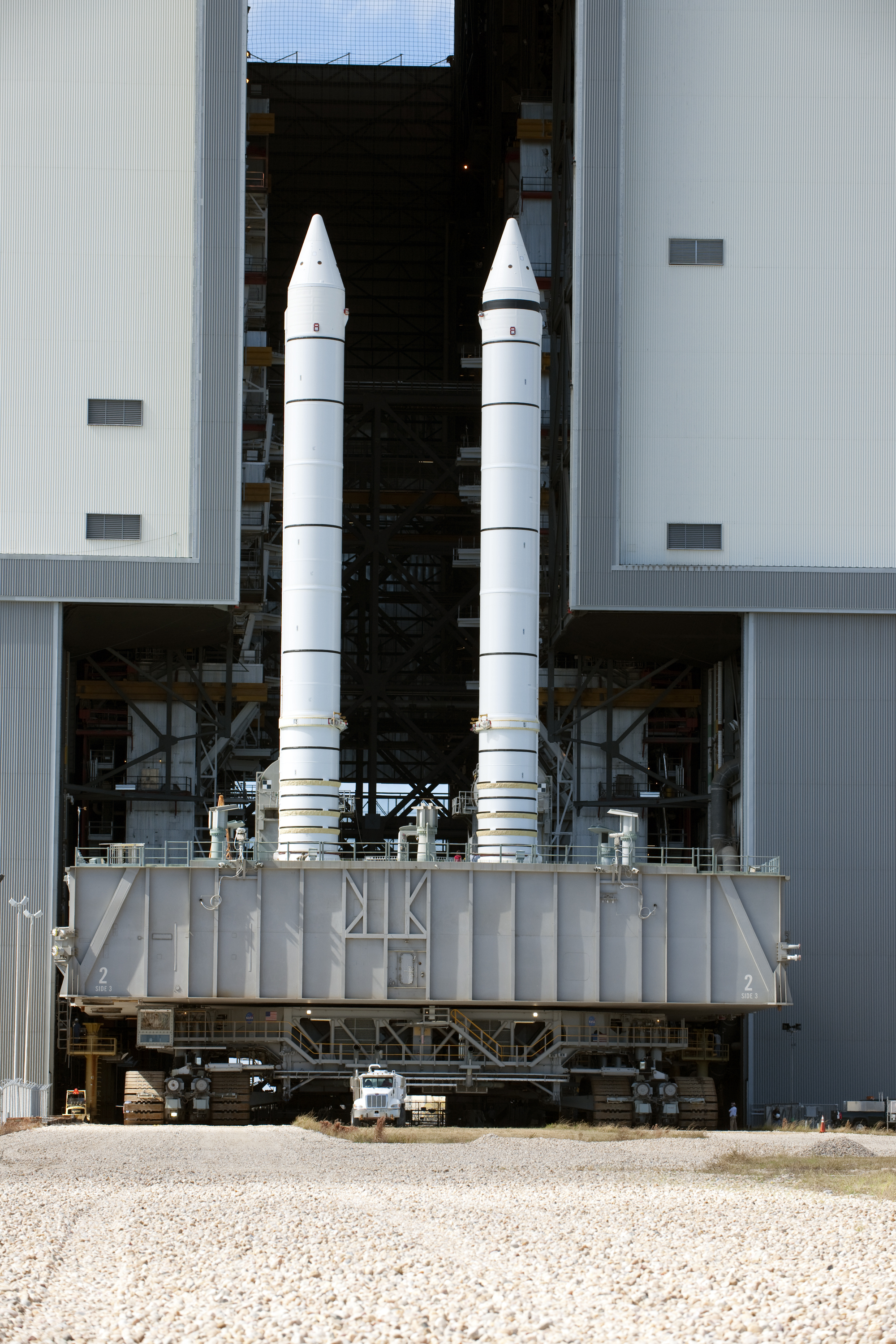
Zwei Feststoffbooster für das Space Shuttle auf einem Crawler-Transporter
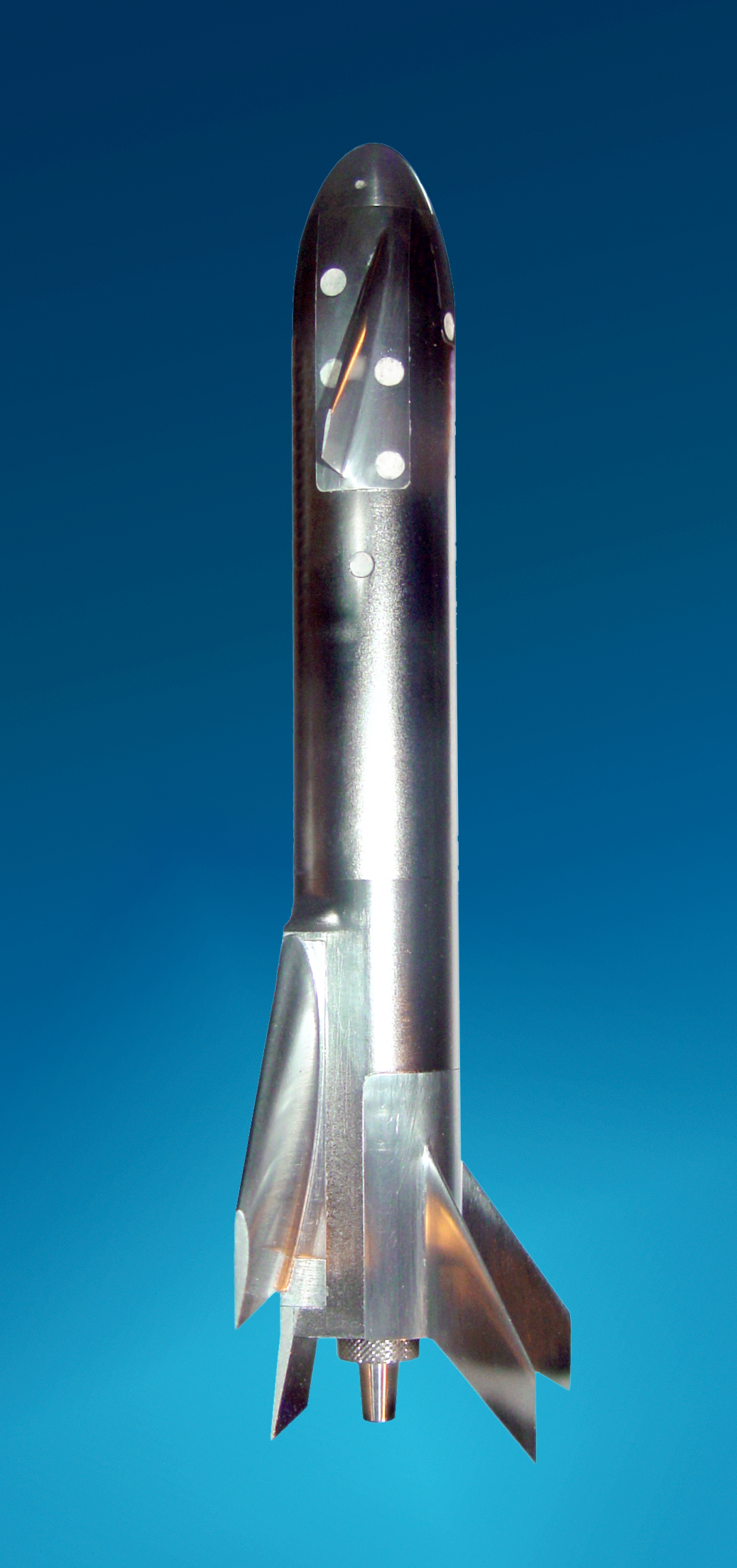
Windkanalmodell eines nicht realisierten wiederverwendbaren Boosters
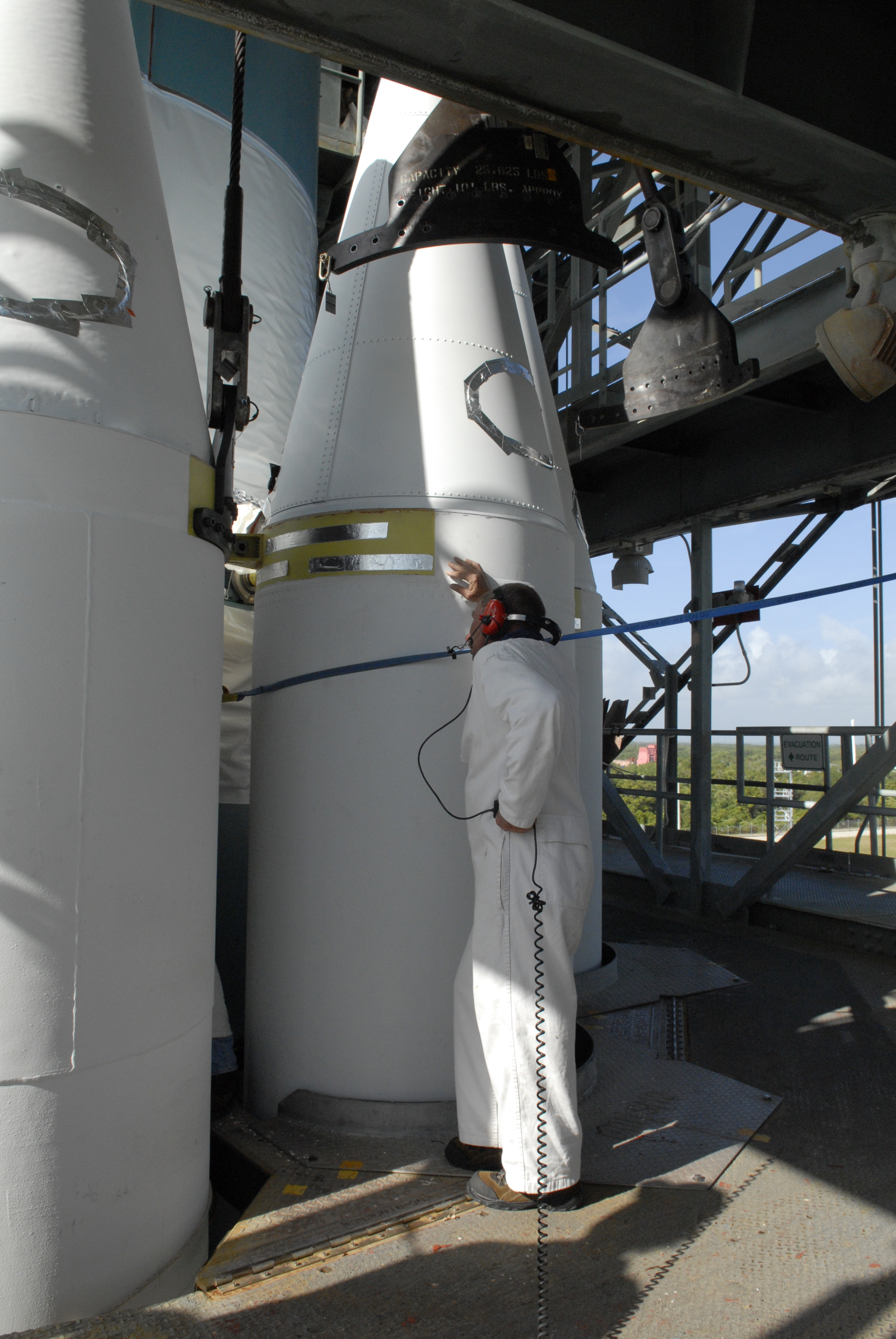
Der obere Teil eines „GEM-46“-Feststoffboosters einer Delta II Heavy im Vergleich zur Größe eines Technikers
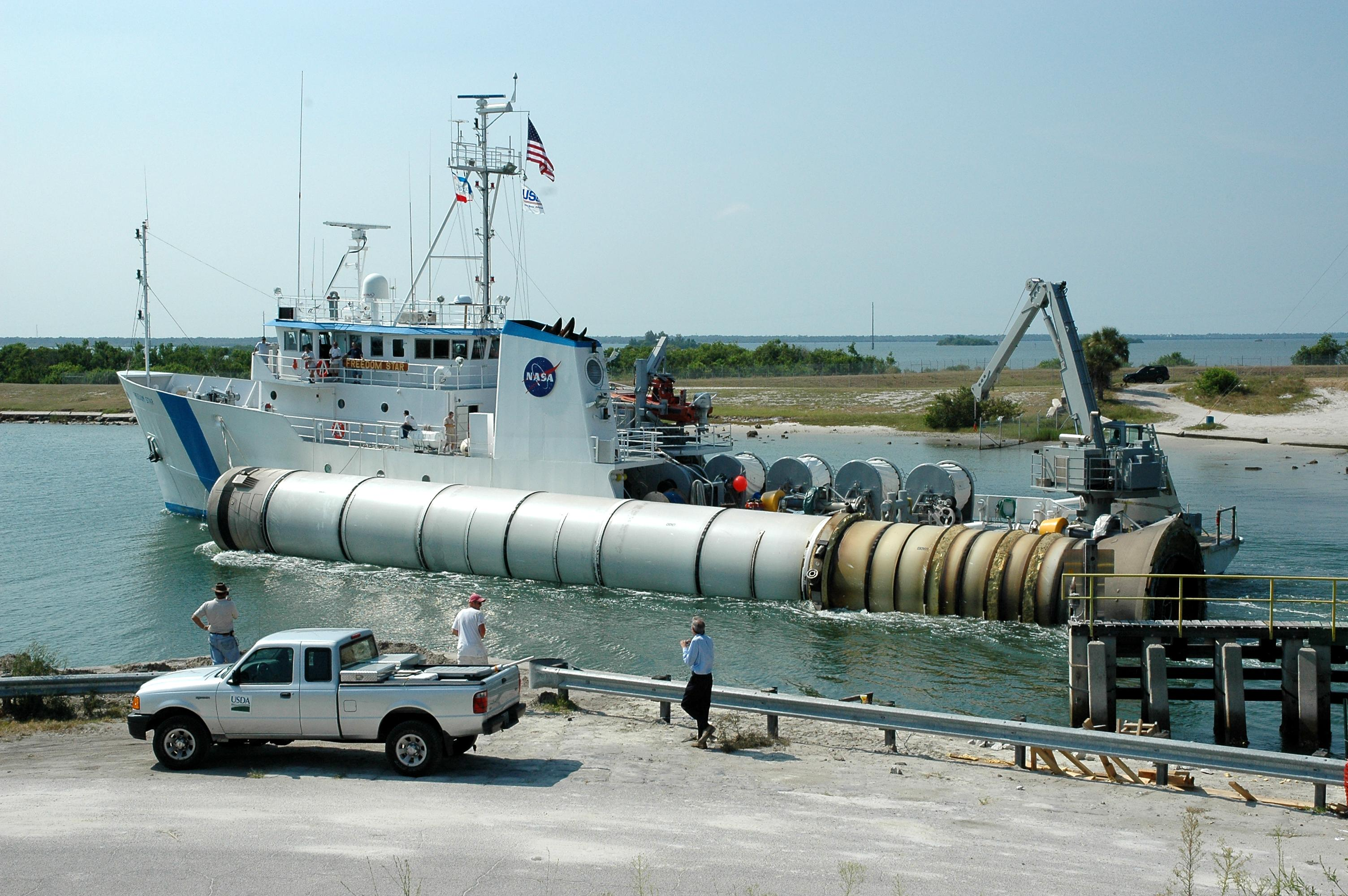
Ein Feststoffbooster des Space Shuttles wurde im Ozean geborgen und nach Cape Canaveral gebracht.
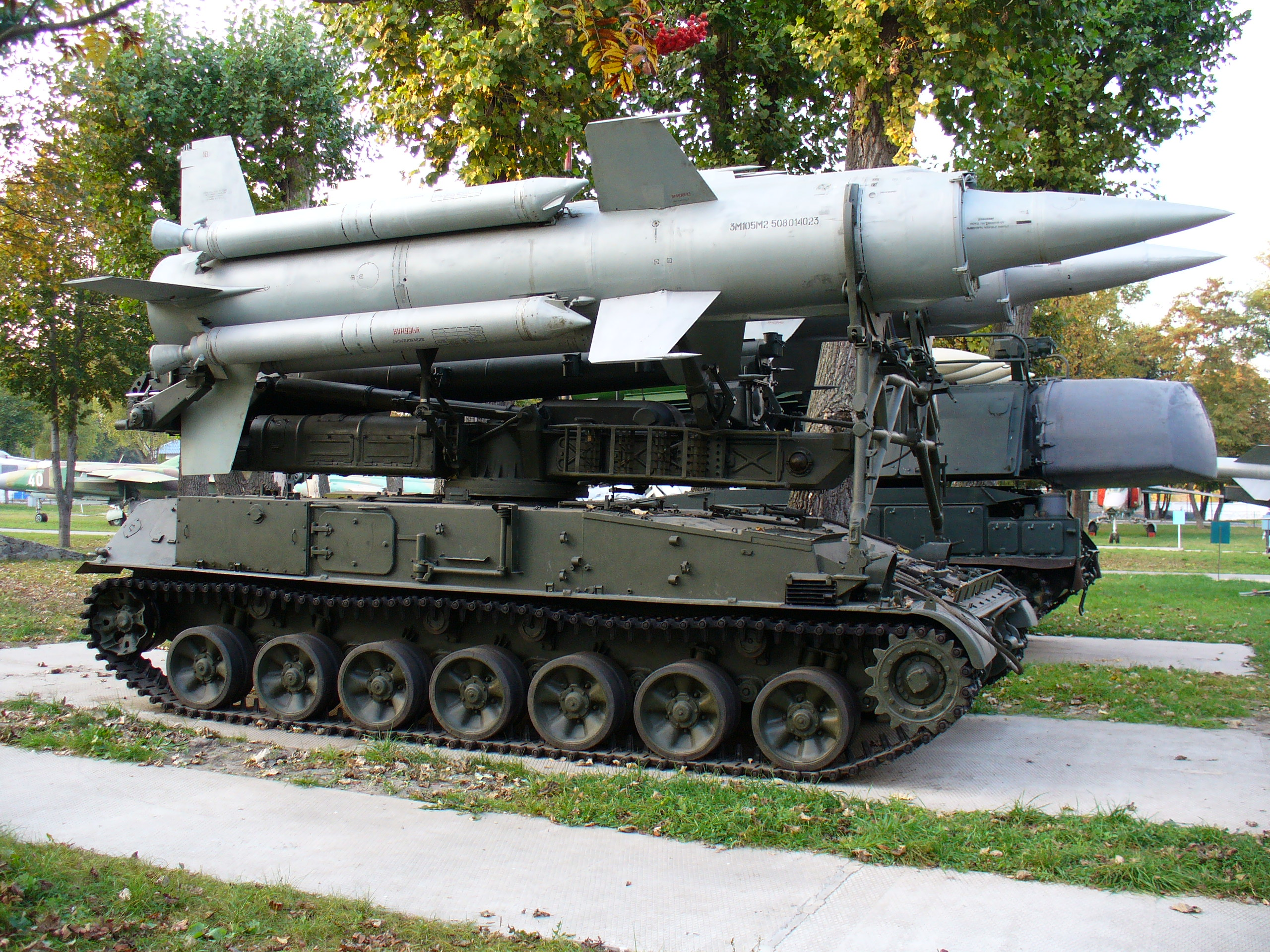
Booster an den Raketen der 2K11 Krug
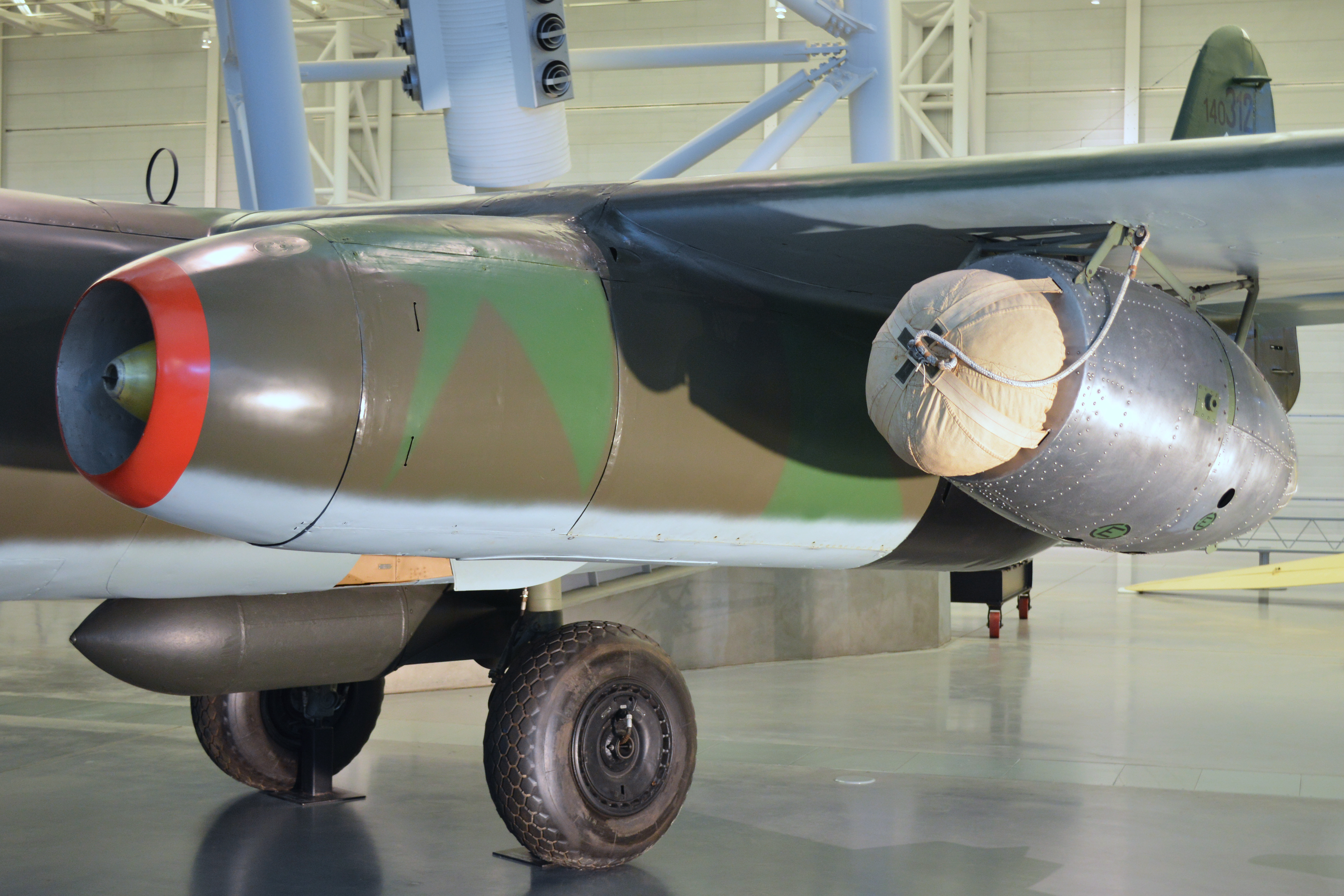
Flüssigtreibstoff-Starthilfsrakete Walter HWK 109-500 (rechts) aus dem Zweiten Weltkrieg mit Fallschirmpaket an einer Arado Ar 234